# Clymaldane laevis
Clymaldane laevis är en ringmaskart som beskrevs av Fauchald 1972. Clymaldane laevis ingår i släktet Clymaldane och familjen Maldanidae. Inga underarter finns listade i Catalogue of Life.